# Panajot Pano
Panajot Pano (né le 7 mars 1939 à Durrës en Albanie et mort le 19 janvier 2010 à Jacksonville aux États-Unis) est un footballeur albanais.
Il est le père de Ledio Pano qui fut aussi international albanais.

## Biographie
Il débute en tant que gardien de but avec l'équipe de SK Tirana, mais par la suite il change de position et devient un attaquant et il est transféré au KF Partizan Tirana.
Il gagne quatre championnat d'Albanie de football avec le KF Partizan, cinq coupe d'Albanie de football et en 1970 la coupe des Balkans. Sur le plan international, il joue 28 fois pour l'équipe d'Albanie de football (quatre buts) entre 1963 et 1973. Il est notamment trois fois meilleur buteur du Championnat d'Albanie de football en 1960, 1961 et 1970.
En novembre 2003, il est sélectionné pour le jubilé de l'UEFA par la Fédération d'Albanie de football comme le meilleur joueur albanais des 50 dernières années.

## Carrière
- juillet 1957 - juin 1960 : KF Tirana
- juillet 1960 - juin 1975 : KF Partizan Tirana